# 布鲁克·尼尔
布鲁克·尼尔（英語：Brooke Neal，1992年7月4日—），新西兰女子曲棍球运动员。她曾代表新西兰参加2018年英联邦运动会曲棍球比赛，获得一枚金牌。她也曾参加2016年夏季奥林匹克运动会。